# الحافظ خليل
الشيخ الحافظ خليل إسماعيل عمر الجبوري (1920 - 2000)، هو قارئ القرآن والمجود والتراث ألمقامي العراقي الأصيل وشيخ القراء.

## بداية حياته مع القرآن
ولد الشيخ المقرئ الحافظ خليل إسماعيل العُمر في عام 1338 هـ/1920م، في جانب الكرخ من مدينة بغداد، وفي محلة سوق حمادة ومن أبوين مسلمين عربيين عراقيين ومن عائلة دينية معروفة بتقواها وتقاليدها الإسلامية، 
ولما بلغ صباه وهو في زهرة شبابه اليافع حفظ القرآن الكريم بإتقان وتجويد كبيرين، وتتلمذ على يد الملا محمد ذويب الذي كان إمام مسجد السويدي القريب من مسكنه في محلة خضر الياس.
تعلم وأتقن علوم التلاوة والتجويد على الملا جاسم سلامة الذي اشرف عليه واحتضنه كثيراً لذكائه المتميز وقد كان ملتزما بتوجيهات شيخه السديدة، وكذلك درس على يد الملا رشيد ثم الملا عبد الله عمر ثم الملا إبراهيم العلي ثم الملا عواد العبدلي وقد كانوا من كبار القراء في بغداد، وتأثر الشيخ حافظ إسماعيل بالملا جاسم محمد سلامة الذي كان مدرسا بارعا لجميع القراء ومنهم عبد الفتاح معروف.

## دراسته
عند بلوغه سن الثالثة عشرة من عمره دخل المدرسة العلمية الدينية في جامع نائلة خاتون والتي كانت وقتذاك بإدارة الحاج نجم الدين الواعظ والشيخ قاسم القيسي، وقد اختصت هذه المدرسة بتعليم أصول الفقه والحديث والتفسير والعقائد وقراءة القرآن وقد تخرج فيها سنة 1943م، للمرة الأولى، وقد كان للشيخ نجم الدين الواعظ الفضل الأكبر في مسيرة الحافظ خليل إسماعيل وفي شهرته وسمعته في عالم التلاوة والتجويد إذ كان له مرشداً ومعلماً ومربياً وموجهاً وكان يتلقى منه دروساً يومية منتظمة في النحو والصرف والتجويد.
ودخلها ثانية سنة 1944م، وتخرج فيها سنة 1953م ونال الشهادة الدينية وكان الأول على اقرانه، ونال جائزة قدرها ثلاثون دينارا على تفوقه.

## مقرئ القرآن

### في مساجد بغداد
وفي سنة 1937م، عين الشيخ المقرئ الحافظ خليل إسماعيل في جامع السراي.
وفي مدرسة نائلة خاتون الدينية مقرئاً ومتعلماً في آن واحد .
وشغل رئاسة محفل القراء في جامع الإمام الأعظم .
واخذ ينتقل إلى عدة جوامع منها جامع صندل وجامع الشيخ عمر السهروردي
وكان آخر المطاف في جامع الحاج بنية

### مقرئ الإذاعة الأول
وفي سنة 1941م، تقدم الشيخ خليل إسماعيل ليكون مقرئاً في دار الإذاعة- حيث أختبر مقرئاً في دار الإذاعة العراقية وكانت أول تلاوة له في يوم11 - 9 - 1941م وكانت من سورة المؤمنون، وكان البث في دار الإذاعة حينها على الهواء مباشرة.

## وصف قراءته
كانت قراءته تصويرية لمعاني الآيات تؤثر بالسامعين والسبب في ذلك قوله : انني عندما اقرا القرآن الكريم اجعل امامي قول النبي صلى الله عليه وسلم:
(زينو القرآن باصواتكم فان الصوت الحسن يزيد القرآن حسنا) :
وقوله: (من لم يتغن بالقرآن فليس منا).
وقوله: (ما اذن الله لشيء ما اذن لنبي حسن الصوت يتغنى بالقرآن الكريم يجهر به).
وكان هذا من الأسباب التي تشجعه على القراءة وفق الأنغام المقامية البغدادية الاصيلة.
وكان كذلك لتشجيع الحاج نجم الدين الواعظ فعله المؤثر في نفسه فقد كان يحب تلاوته ويحب ان يسمع منه مقام الخلوتي من الماهوري والحويزاوي والمخالف والبهيرزاوي
وكان الشيخ قاسم القيسي يحب ان يسمع منه قراءة القرآن الكريم على نغمة النوريز (النوروز عجم).
كانت قراءة الحافظ خليل إسماعيل حسبة لله بنية صادقة لوجه الله ولم يبتغ الشهرة أو ليقال عنه كذا أو للحصول على نفع لمادي. وهذا يعرفه من خالطه.

## لقب الحافظ
وفي عام 1942م، وجه الأستاذ الكبير نشأت السنوي دعوة إلى دار الإذاعة يدعوهم فيها إلى الرعاية والعناية بالمقرئين في دار الإذاعة وإلى توجيه الدعوة لجميع المقرئين في الإذاعة للحضور إلى ديوان مديرية الأوقاف لإجراء الاختبار والامتحان لمن يستحق إن يلقب بلقب الحافظ لأن كلمة الحافظ تعني معرفته لعلوم القرآن الكريم.

وبعد إجراء الاختبار والتمحيص من لجنة ألفت من ثلاثة من كبار العلماء وممثل عن الأوقاف وآخر عن وزارة العدل وقاضي بغداد وكاتب المجلس وكان أحدهم الحافظ سيد الجوادي وهو من أهالي الموصل، وكان مقرئاً آنذاك في دار الإذاعة. 
فلم يوفق في الحصول على هذا اللقب في ذلك الامتحان سوى الحافظ خليل إسماعيل. لذا فإنه لم ينل لقب الحافظ اعتباطاً أو مجرد صدفة بل ناله بجدارة واستحقاق عاليين وقد وصفه الأستاذ محمد القبانجي الحافظ خليل إسماعيل بانه (بستان الأنغام العراقية الأصيلة)، حيث ان نغم ومقام الزنكران لم يجرؤ أحد من المقرئين ان يقرأه أبدا إلى يومنا هذا لصعوبة أدائه وترتيله في احسن حاله، ولكن الحافظ إسماعيل يقرؤه بكل إتقان ودقة متناهية.
وفي عام 1951 م، عندما زار العراق المقرئ الشيخ عبد الفتاح الشعشاعي، قال بحقه إني لم اطرب ولم أكن اسمع مثل الحافظ خليل وهذا التصريح مثبت في الصحف البغدادية التي نشرت هذا القول للشيخ الشعشاعي.

## محطات في حياته
وفي عام 1961م، سافر المقرئ خليل إلى القدس الشريف، وقد قرأ في حرم القدس الشريف ونال إعجاب المستمعين هناك. وفي عام 1979م، وجهت له دعوة من وزارة الأوقاف العراقية للسفر إلى الكويت لقراءة القرآن الكريم خلال شهر رمضان وهناك أجريت له مقابلات تلفزيونية وصحفية كثيرة وكان المقرئ الوحيد الذي مثل العراق أحسن تمثيل ونال استحسان كل من معه هناك لأن القراءة العراقية ذات شجون في عالم التلاوة القرآنية.
وكان قد سجل القرآن الكريم كاملا مرتلا وعلى النغمات وقرا القرآن في عدد من الدول العربية والإسلامية ومنها المسجد النبوي في المدينة المنورة والمسجد الأقصى وجامع السيدة زينب في دمشق. وكانوا يعجبون به اشد الإعجاب.

## وفاته
وفي مطلع عام 2000م، أشتد عليه مرضه ولم يمهله طويلاً، فدخل دار التمريض الخاص في 23 كانون الثاني 2000م، وأجريت له عملية غسل لكليته، وبقي على هذه الحالة إلى يوم 3 تموز 2000م، عندما دخل المستشفى لغسل الكلية للمرة السادسة والأخيرة، ولقد توفي بعد ظهر يوم الأربعاء 2 ربيع الثاني 1421 هـ/ 5 تموز 2000م، وفي صباح اليوم التالي شيعت بغداد الحافظ خليل من جامع المعز تشييعاً مهيباً إلى مثواه الأخير في مقبرة الكرخ الإسلامية في أبي غريب، ويتقدمهم أصحاب الفضيلة العلماء والاحباب والكتاب والشعراء ولفيف من المقرئين وجمع غفير من المواطنين الذين أتوا ليشاركوا مصابهم الاليم، واقيم مجلس العزاء من قبل اسرته في جامع عادلة خاتون في بغداد.

## قصيدة في رثاءه
وقد رثاه الدكتور رشيد العبيدي بقصيدة قال فيها:

## مواقع ذات صلة
- دروس الحافظ خليل من موقع قطوف المرجان
- جميع تلاوات الحافظ خليل إسماعيل رحمه الله
- مقالة عنه نشرتها صحيفة العرب الدولية